# رجیس گورتنر
رجیس گورتنر (انگلیسی: Régis Gurtner؛ زادهٔ ۸ دسامبر ۱۹۸۶) بازیکن فوتبال اهل فرانسه است.
از باشگاه‌هایی که در آن بازی کرده‌است می‌توان به باشگاه فوتبال استراسبورگ، باشگاه فوتبال لو آور، و آمیان اشاره کرد.